# 萧子真
蕭子真（476年—494年11月10日），字雲仙，中國南北朝時期南齊高帝蕭道成之孫，齊武帝蕭賾第九子。生母周淑儀。

## 生平
建元四年六月丙申（482年7月14日），封建安王。
永明五年（487年）正月戊子，為輔國將軍、南琅邪彭城二郡太守。後調遷持節、督南豫司二州軍事、冠軍將軍、南豫州刺史，領宣城太守。進位號南中郎將。永明六年（488年），以府州稍為充實為由，上表解職為領郡。
永明七年（489年），進號右將軍，遷為丹陽尹，將軍如故。轉左衛將軍。累遷中護軍，仍出為持節、加為都督郢、司二州軍事、平西將軍、郢州刺史。當齊鬱陵王蕭昭業即位後，進號安西將軍。隆昌元年（494年），轉為散騎常侍、護軍將軍。
延興元年（494年），轉為鎮軍將軍，領兵置佐，仍然位居常侍。當齊明帝蕭鸞即位後，蕭鸞派遣裴叔業的典簽柯令孫刺殺建安王，蕭子真走入床下，柯令孫牽他出來，蕭子真叩頭乞為奴以贖其死，柯令孫不從，因而見害，當時只有十九歲。

## 屬官

### 國官
建安王國（482年－494年）
- 張稷，建安王友[3]
- 蕭懿，建安王友[4]
- 蔡撙，建安王文學[5]

## 延伸阅读
[在维基数据编辑]
 《南齊書·卷40》，出自萧子显《南齊書》